# 马富才
马富才（1946年10月—），汉族，中华人民共和国政治人物、第十一届全国政协委员。
1970年9月毕业于北京石油学院开发系，1975年8月加入中国共产党，曾任中国石油天然气集团公司总经理，2004年4月14日因2003年重庆开县特大井喷引咎辞职，2005年担任原国家能源领导小组办公室副主任。2008年，当选第十一届全国政协委员，代表中国共产党，分入第一组。并担任人口资源环境委员会专委。